# Doble Bragado de 2014
La 79ª edición de la Doble Bragado se disputó desde el 1 hasta el 9 de febrero de 2014. estuvo dividida en 9 etapas de las cuales 2 fueron de doble sector con una distancia total final de 1170,3 kilómetros.
El ganador fue Laureano Rosas del equipo Sindicato de Empleados Públicos de San Juan, quien además obtuvo su segundo triunfo en la general y llegó al récord de 18 etapas ganadas en la Doble Bragado. Fue escoltado en el podio por Mauro Agostini del equipo Buenos Aires La Provincia y el tercer puesto fue para Juan Melivillo del Sindicato Argentino de Televisión.

## Equipos participantes
Participaron 12 equipos de 9 ciclistas cada uno, con un total de 108 participantes, de los cuales finalizaron 93 corredores.
| Municipalidad de Tres de Febrero | Buenos Aires La Provincia | Ciudad de Mercedes | Casa del Bicentenario |
| - 1. José Fernando Antogna - 2. Gabriel Horacio Richard - 3. Guillermo Bruneta - 4. Mariano Ariel Taddeo - 5. Fernando Cuadroz - 6. Aníbal Andrés Borrajo - 7. Emilio San Martín - 8. Diego Javier Langoni - 9. Pablo Alfredo Brun                       | - 11. Walter Ferndo Pérez - 12. Mauro Andrés Agostini - 13. Federico Pagani - 14. Sebastián José Tolosa - 15. Marcos Crespo - 16. Julián Paulo Gaday Orozco - 17. Ariel Alejandro Sívori - 18. Claudio Arone - 19. Juan Martín Ferrari                           | - 21. Gastón Vázquez - 22. Jorge Morales - 23. Emanuel Basilis - 24. Jorge Andrés Fidalgo - 25. Leonel Svilicich - 26. Joaquín Garmendia Alonso - 27. Adrián Bozzini* - 28. Germán Ezequiel Broggi - 29. Pablo Emilio Lucas Ciancio    | - 31. Pablo González - 32. Carlos Alberto González - 33. Fernando Darío Cairo - 34. Leonardo Ariel López - 35. Miguel Ángel Montes - 36. Pablo Uriel Gener - 37. Mario Bruno Franco - 38. Ángel Federico Cóceres Verón - 39. Carlos Facundo Bagna*                      |
| Sindicato Argentino de Televisión | Cicles Club Bragado | SEP San Juan | Ciudad de Junpin |
| - 41. Sebastián Manuel Cancio - 42. Juan Melivilo - 43. Darío Alberto Álvarez - 44. Juan Manuel Aguirre Colomé - 45. Mario Emilio Rodríguez - 46. Emiliano Zancheta - 47. Franco Emanuel Segovia - 48. Federico José Ortega* - 49. Walter Campos         | - 51. Aldo Norberto Expósito - 52. Facundo Lezica* - 53. Franco Damián Martins* - 54. Mariano Norberto Rodríguez* - 55. Gerardo Luis Fernández - 56. Matias Ismael Torres - 57. Fernando Oscar Barroso Buzzi - 58. Álex Buttazzoni - 59. Lionel Biondo           | - 61. Adrián Silvio Gariboldi - 62. Laureano Rosas - 63. Lucas Lopardo - 64. Franco Eric Lopardo - 65. José Martín Reyes* - 66. Gustavo López - 67. Elías Damián Pereyra - 68. Ignacio Pérez - 69. Sergio Omar Fredes*                 | - 71. Leandro Ezequiel Mignacco - 72. Emiliano Trozzi* - 73. Mauro Trozzi* - 74. José Luis Gavazza - 75. Walter Andrés Gavazza - 76. Ariel Alejandro Ferreyra - 77. Juan Manuel Rivero - 78. Pablo Eugenio Zalazar Palacios - 79. Isaías Leonel Abu*                    |
| Transporte El Sol-9 de Julio | Italomat-Dogo | Agricola Noroeste | Sprint Haupt |
| - 81. Luis Ezequiel Martínez - 82. Gastón Eduardo Martínez - 83. Lucas Sebastián Figueroa - 84. Alberto José Corro - 85. Ignacio Davis - 86. David Alejandro Cabrera - 87. José María Barrachina - 88. Javier Darío Rodríguez - 89. Luis Isaías Bidegain | - 91. Walter Gastón Trillini - 92. Sebastián Martín Trillini* - 93. Adalberto Tomás Cuevas - 94. Maximiliano Gabriel Almada - 95. Cristian Omar Clavero - 96. Gonzalo Joaquín Najar* - 97. Omar Azzen* - 98. Franco Martín Vecchi - 99. Martín Ignacio Hernández | - 101. Donato Defelice - 102. Sebastián Cianci* - 103. Nicolás Orlando* - 104. Mauricio Falce - 105. Silvio Fernando Dinatale - 106. José Orlando Zabala - 107. Federico Andrés Ojeda* - 108. Fabio Cianci - 109. Germán Bernardo Iros | - 111. Juan Manuel Gomes - 112. Enrique Hernán Estévez - 113. Marcelo Claudio Frezza - 114. Guillermo Rubén Bongiorno - 115. Marcelo Amendolía - 116. Mariano Néstor Gladich - 117. Adrián Ezequiel Richeze - 118. Gastón Ariel Cordero - 119. Mario Jesús Patalagoytia |

## Etapas
| Etapa | Fecha        | Recorrido                      | km         | Ganador                 | Líder          |
| 1ª    | 1 de febrero | Circuito en Tigre              | 50         | Suspendida por lluvia   | No entregado   |
| 2ª    | 2 de febrero | Caseros - Mercedes             | 133        | Laureano Rosas          | Laureano Rosas |
| 3ª    | 3 de febrero | Mercedes - Chivilcoy           | 170        | Laureano Rosas          | Laureano Rosas |
| 4ª    | 4 de febrero | Chivilcoy - Pergamino          | 167        | Laureano Rosas          | Laureano Rosas |
| 5ª    | 5 de febrero | Circuito en Pergamino          | 133        | Laureano Rosas          | Laureano Rosas |
| 6ª a  | 6 de febrero | Pergamino - Junín              | 90         | Laureano Rosas          | Laureano Rosas |
| 6ª b  | 6 de febrero | Junín - Junín                  | 5,8 (CRI)  | Juan Melivillo          | Laureano Rosas |
| 7ª    | 7 de febrero | Junín - Bragado                | 168        | Laureano Rosas          | Laureano Rosas |
| 8ª a  | 8 de febrero | Bragado - Bragado              | 16,5 (CRI) | Laureano Rosas          | Laureano Rosas |
| 8ª b  | 8 de febrero | Circuito en Bragado            | 102        | Suspendida por temporal | Laureano Rosas |
| 9ª    | 9 de febrero | Luján - Ciudad de Buenos Aires | 135        | Laureano Rosas          | Laureano Rosas |

## Clasificación final
| Posición | Ciclista                   | Equipo                            | Tiempo       |
| -------- | -------------------------- | --------------------------------- | ------------ |
|          | Laureano Rosas             | S.E.P. San Juan                   | 19 h 05' 05" |
| 2        | Mauro Agostini             | Buenos Aires La Provincia         | + 1' 44"     |
| 3        | Juan Melivillo             | Sindicato Argentino de Televisión | + 1' 47"     |
| 4        | Marcos Crespo              | Buenos Aires La Provincia         | + 16"        |
| 5        | Walter Pérez               | Buenos Aires La Provincia         | + 20"        |
| 6        | Guillermo Brunetta         | Municipalidad de Tres de Febrero  | + 2' 25"     |
| 7        | Sebastián Trillini*        | Italomat-Dogo                     | + 2' 29"     |
| 8        | Fernando Antogna           | Municipalidad de Tres de Febrero  | + 2' 32"     |
| 9        | Ignacio Pérez              | SEP San Juan]]                    | + 2' 43"     |
| 10       | Juan Manuel Aguirre Colome | Sindicato Argentino de Televisión | + 2' 44"     |